# 閃亮銀河町商店街
《閃亮☆銀河町商店街》是藤本勇氣原作漫畫作品，在白泉社的月刊「花與夢」連載。

## 故事簡介
位於大都市邊緣的天下的廚房．銀河町商店街。在這裡出生長大的蔬菜店的三毛和魚店的小黑是銀河町商店街的最有名、最棒的搭擋！與其他４個兒時玩伴加死黨，葉葉、Q、佐兒、阿守，在充滿仁義與人情味、戀愛與友情的青春街道上奮勇直前！

## 登場人物

### 主要角色
三宅千乃（みやけ ちの）
故事主角。通稱「三毛」，開朗活潑，有同情心，但對戀愛超級遲鈍，隨著劇情發展，慢慢發現自己喜歡小黑。
黑須藍（くろす あい）
通稱「小黑」，與可愛的外表相反，是個超硬派的害羞男孩。對三毛抱有朋友以上的感情。
佐藤香澄（さとう かすみ）
通稱「佐兒」，認真古板，膽子很小，是個御宅族，非常熱愛卡通和漫畫，其實喜歡小黑。
椎葉杏子（しいば あんこ）
通稱「葉葉」，如外表所見，個性就像媽媽一樣，是個大力士，愛照顧人的程度是天下第一。
白馬守（しろうま まもる）
通稱「阿守」，愛好音樂、閱讀，興趣廣泛。而且是個超級天然呆。
花咲一休（はなさか いっきゅう）
通稱「Ｑ」，打從骨子裡的好色，對女性付出的愛比山高比海深的花花公子。